# Johan Arnold Antoon Haffmans
Johan Arnold Antoon Haffmans (Geldern, 1759 - Horst, 16 februari 1823) was een Nederlands burgemeester. Hij bekleedde dit ambt voor de gemeente Horst van 1818 tot aan zijn dood in 1823. Vanaf 1785 was hij achtereenvolgens scholtis (schout) van Oostrum en Well. Daarna was hij gemeentesecretaris van de gemeente Horst en hij was een tijd lid van de provinciale staten van Limburg.
Hij was de grootvader van Tweede Kamerlid Leopold Haffmans.